# Kawap
 (signalé en juillet 2025).
Si vous disposez d'ouvrages ou d'articles de référence ou si vous connaissez des sites web de qualité traitant du thème abordé ici, merci de compléter l'article en donnant les références utiles à sa vérifiabilité et en les liant à la section « Notes et références ».
- Archive Wikiwix
- Bing
- Cairn
- DuckDuckGo
- E. Universalis
- Gallica
- Google
- G. Books
- G. News
- G. Scholar
- Persée
- Qwant
- (zh) Baidu
- (ru) Yandex
- (wd) trouver des œuvres sur Wikidata

Les kawap (ouïghour : كاۋاپ, kawap ; doungane : Чўан, chüan ; chinois : 串烧 ; pinyin : chuànshāo ou chinois : 串儿 ; pinyin : chuànr), sont des brochettes d'agneau à la poudre de piment et au cumin de la cuisine ouïghoure et hui, grillées sur un barbecue. Elles sont consommées dans l'ensemble de la Chine du Nord.